# Ангела Локсін
Ангела Локсін (англ. Angelica Locsin Colmenares; нар. 23 квітня 1985) — філіппінська модель, акторка, режисерка та модельєрка. Одним із найвідоміших фільмів з її участю є екранізація роману англійської письменниці Емілі Бронте — «Буремний перевал». Фільм вийшов в 2007 році під назвою «Обіцянка» (англ. The Promise, філіппін. Ang Pangako). Ангела зіграла в ньому роль Андреа (Кетрін Ерншо).

## Біографія
Ангела Локсін народилася в районі Св. Марії, Провінції Булакан, Філіппіни. Батьки розлучились, коли їй було 14 років, відтоді вона мешкала з батьком, Ангело Колменарес. Закінчила Коледж Святого Якова в Кесон-Сіті, потім Університет Святого Томаса в столиці Філіппін, Манілі. У серпні 2007 відвідала прискорений курс з дизайну одягу в Лондонському Коледжі мистецтва та дизайну імені Святого Мартіна. 

## Робота
Акторську кар'єру вона почала в 19 років, зігравши в телесеріалі «Мулавін» в 2004 році. Згодом була задіяна у зйомках відомого філіппінського серіалу «Дарна», де виконала роль основної супергероїні. У 2007 році закінчився її контракт з компанією GMA Network, але вона не стала його продовжувати, а уклала інший контракт з компанією ABS-CBN. Першою зйомкою в новій компанії став серіал «Лобо». Її першою роботою, що вийшла в широкий прокат, став фільм «Кохай мене знову», де вона виконала головну роль Ари. Зараз вона грає у фільмі компанії ABS-CBN «Безсмертна», який є сіквелом до серіалу «Лобо».

## Фільмографія

### Телесеріали
| Рік  | Назва                        | Роль                 | Канал       |
| ---- | ---------------------------- | -------------------- | ----------- |
| 1999 | Клік                         | Чарлі                | GMA Network |
| 2003 | Ang Iibigin Ay Ikaw Pa Rin   | Маріелла             | GMA Network |
| 2003 | Серця близнюків              | Sweetheart           | GMA Network |
| 2003 | Love To Love: Kissing Beauty | Чара і Чаріна        | GMA Network |
| 2003 | Мулавін                      | Алвіна               | GMA Network |
| 2005 | Дарна                        | Дарна                | GMA Network |
| 2006 | Majika                       | Сабіна               | GMA Network |
| 2007 | Азіатські багатства          | Габрріелла Агончілло | GMA Network |
| 2007 | That's My Doc                | Guest Appearance     | ABS-CBN     |
| 2007 | Maalaala Mo Kaya: "Pilat"    | Мелоді               | ABS-CBN     |
| 2007 | ASAP XV                      | Performer / Host     | ABS-CBN     |
| 2008 | Лобо                         | Ліка                 | ABS-CBN     |
| 2009 | Тільки ти                    | Джилліан Мендоза     | ABS-CBN     |
| 2009 | Maalaala Mo Kaya: "Blusa"    | Немі                 | ABS-CBN     |
| 2010 | Maalaala Mo Kaya: "Litrato"  | Дженна               | ABS-CBN     |
| 2010 | Simply KC                    | Herself / Guest      | ABS-CBN     |
| 2010 | Безсмертна                   | Ліа Ортега           | ABS-CBN     |
| 2011 | Ligaw Sa Puso                | TBA                  | ABS-CBN     |

### Кіно
| Рік  | Назва                    | Роль                   | Компанія               |
| ---- | ------------------------ | ---------------------- | ---------------------- |
| 2000 | Ping Lacson: Supercop    | Young Robina Gokongwei | Millennium Cinema      |
| 2003 | Mano Po 2                | Eliza                  | Regal Films            |
| 2004 | Kuya                     | Barbs Dumlao           | Regal Films            |
| 2004 | Одиночки                 | Сем                    | Regal Films            |
| 2004 | Sigaw                    | Пінкі                  | Regal Films            |
| 2004 | Mano Po III: My Love     | Еліза                  | Regal Films            |
| 2005 | Let the Love Begin       | Pia / Patricia         | GMA Films              |
| 2005 | Мулавін                  | Алвіна                 | GMA Films              |
| 2006 | Я буду кохати тебе вічно | Сесіль                 | GMA Films              |
| 2006 | TxT                      | Joyce                  | APT Entertainment      |
| 2006 | Mano Po 5: Gua Ai Di     | Charity                | Regal Films            |
| 2007 | Обіцянка                 | Андреа                 | GMA Films              |
| 2007 | Ангели                   | Енджі                  | Golden Eye Productions |
| 2009 | Кохай мене знову         | Ара                    | Star Cinema            |
| 2010 | Моя забудькувата дівчина | (Boxer)                | Star Cinema            |
| 2011 | Huling Sayaw             | -                      | Star Cinema            |